# Remington Модель 11-87
Remington Model 11-87 самозарядний дробовик виробництва Remington Arms створений на базі Моделі 1100. Модель 11-87 випускають і зараз, через 36 років після появи в 1987 році.

## Конструкція
Модель 11-87 це самозарядний дробовик з відведенням порохових газів. Після пострілу частина порохових газів від згоряння пороху через два малих отвори потрапляють під ствол, штовхаючи затвор в бік прикладу, що дозволяє викинути стріляну гільзу. Потім пружина штовхає затвор вперед, досилаючи новий набій з магазина в патронник. Така операція зменшує відбій, оскільки загальна енергія відбою розповсюджується протягом більш тривалого періоду часу, ніж у випадку з дробовиками з замкненим затвором.
Модель 11-87 має газовідвідну систему самостійного обслуговування, що дозволяє використовувати в зброї різні заряди пороху, від легких 2+3⁄4-дюйма (7,0 см) до Магнум 3-дюйми (7,6 см), без ручного регулювання стрільцем. Рушницю випускають під набої 12 та 20 калібрів.
Наприкінці 1990-х років було представлено полегшену версію Моделі 11-87, Model 11-96, лише під набій 12 калібру.

## Використання
Деякі Моделі 11-87, особливо зі стволами коротшими за 26 дюймів (66 см) або Магнум моделі, можуть мати проблеми з автоматикою коли стріляють легкими зарядами та зарядами дробу для птахів. 
Модель під набій 12 калібру з довжиною гільзи 3+1⁄2-дюйма (8,9 см) продають під назвою Super Magnum. Ця модель мала додатковий компонент на трубчастому магазині який мав назву "активатор замка стволу", яки дозволяв заряджати легкі заряди. Цей активатор треба прибирати при використанні набої довжиною 3+1⁄2-дюйми або 3-дюйми і який встановлюють назад при використанні коротших набоїв.
Деякі Моделі 11-87 мають замінні гвинтові чоки; інші стволи мають фіксовані чоки. Стволи не можна міняти між Моделями 1100 та 11-87. Довжина стволів від 14 дюймів (36 см) (використовують правоохоронці) до 30 дюймів (76 см).

## В популярній культурі
Зброя стала популярною коли з'явилася версія з глушником, яку використовував головний антагоніст в фільмі братів Коенів Старим тут не місце, який було створено за романом Кормака Маккарті. Зброя є анахронізмом оскільки дія в романі відбувається в 1980 році, а зброя з'явилася в 1987 році.

## Користувачі
- США: Використовують чисельні правоохоронні агенції.[6]